# 具孝書
具 孝書（ク・ヒョソ、1958年9月25日 - ）、は韓国の小説家。1987年中央日報新春文芸で登壇した。

## 略歴
具孝書は1987年に、短縮『節』が中央日報新春文芸に当選して作家活動を始めた。以後26年間、30冊を超える長編・短編小説と小説集を出してきた。韓国の多くの作家たちの中で、具孝書ほどその位置づけが難しい小説家もいないと言われるほど、彼の文学的スベクトルはいたって広い。そのため、『遊牧民作家』というニックネームが付けられたほどだ。それだけ多様性と新鮮さを絶えず追求し実験してきた作家と言えよう。デビュー初期の具孝書の作品は、歴史と社会の現実に注目したリアリズム的傾向を帯びていた。
1990年代に入ると、具孝書は小説文学が成しうる多様な可能性を、あますことなく本格的に探り始める。
短縮小説集に『朝びっくり波模様のコガネムシ』『桔梗の花の姉』『時計が掛かっていた』『夜が美しい家』などがあり、長繍小説に『沼を渡る方法』『男オナムニの西』『私の木蓮一株』『梧南里の話』『悪党イム・コクジョン』など、散文集に『人生は過ぎゆく』『人生は深まりゆく』などがある。

## 年譜
- 1994年 第27回韓国日報文学賞受賞
- 2005年 李孝石文学賞受賞
- 2006年 黄順元文学賞受賞
- 2007年 韓戊淑文学賞、許錆文学作家賞をそれぞれ受賞
- 2008年 大山文学賞受賞
- 2015年 東仁文学賞受賞

## 邦訳作品
- 『長崎パパ』尹英淑/YY翻訳会 訳、クオン、新しい韓国の文学、2012年3月

## 代表作品

### 長編小説
- 沼を渡る法(늪을 건너는 법)
- ラジオ ラジオ(라디오 라디오)
- 秘密の門(비밀의 문)
- 長崎パパ(나가사키 파파)
- ラプソデイ・イン・ベルリン(랩소디 인 베를린)
- ドンジユ(돈쥬)

### 小説集
- 缶切りがない村(깡통따개가 없는 마을)
- 桔梗の花の姉(도라지꽃 누님)